# Fonologia della lingua protoindoeuropea
Il sistema fonologico dell'indoeuropeo (così come il sistema morfologico e in genere tutta la grammatica di questa lingua) è una ricostruzione frutto del confronto tra le lingue indoeuropee di attestazione più antica e, in mancanza di queste, tra le lingue moderne, ipotizzandone un'origine comune.
L'indoeuropeo è infatti l'ipotetica protolingua preistorica ricostruita che si ritiene comunemente essere l'origine delle parlate diffusesi in una consistente parte dell'Europa, dell'India e dell'altopiano iranico, nonché di alcune regioni dell'Anatolia, dell'Asia centrale e della Cina occidentale.

## Vocali
Sembra che il primo ad applicare lo scevà all'indoeuropeo (anche definito schwa indogermanicum) sia stato il semitista e indoeuropeista danese Hermann Möller. Successivamente fu ipotizzato anche un secondo scevà (schwa secundum) e addirittura Jerzy Kuryłowicz si spinse a ipotizzare quattro laringali, evidenziando ulteriormente le coincidenze con il semitico. Il simbolo standard [ə] fu proposto da Brugmann.

### Ricostruzione
Mediante il confronto delle attestazioni più antiche delle lingue indoeuropee si evince innanzitutto la presenza di cinque timbri vocalici fondamentali, e della loro distinzione in brevi e lunghe:
Accanto a queste vocali, nella lingua madre si riscontra inoltre la presenza di una sesta vocale breve, il cosiddetto scevà o schwa (ebraico sh'va ~ š’vā ‘nulla’), che è una vocale centrale medio-alta, o vocale di timbro zero ([ə]) - lo stesso timbro vocalico della e atona francese. Essa risulterebbe dalla vocalizzazione di una più antica consonante laringale in certi contesti, così come le vocali /i/ e /u/ sono le approssimanti /j/ e /w/ vocalizzate.
Lo scevà, scomparso nelle lingue indoeuropee storicamente note, è attestato indirettamente da esiti vocalici divergenti fra le lingue indoarie e le altre lingue della famiglia: in alcune parole le lingue indo-arie mostrano una /i/ breve, dove le altre lingue storiche hanno di solito una /a/ breve. Ad esempio:
| sanscrito | greco  | latino | norreno |  |
| --------- | ------ | ------ | ------- |  |
| sthitá    | statós | status | staðr   |  |
| pitā́      | patḗr  | pater  | faðir   |  |

Alla base della divergenza va ipotizzata una vocale breve intermedia che abbia tratti vicini sia all'esito indo-ario (vocale anteriore alta) sia all'esito delle altre lingue (vocale centrale bassa). L'unico fonema che risponda a tali requisiti è una vocale centrale medio-alta, che nelle lingue indo-arie è evoluta in /i/ e nelle altre lingue in /a/. Le forme indoeuropee alla base degli esempi sono verosimilmente le seguenti: *sth₂tós e *ph₂tḗr
Il greco però, di fronte alla relazione tra la /i/ dell'indo-ario e la /a/ delle altre lingue, mostra un esito diversificato: ora /a/, ora /e/, ora /o/. Ad esempio:
| greco | latino | sanscrito |  |
| ----- | ------ | --------- |  |
| δοτός | datus  | datàh     |  |
| ἔδοτο | dedet  | adita     |  |

Se si confronta il vocalismo [o] del greco con la forma piena della stessa radice (*deə- > dō-), che si riscontra ad esempio nel gr. δῶρον o δίδωμι, ma anche nel lat. dōnum (che ha regolarmente /a/ nella forma breve), si può dedurre che in questa radice lo scevà si avvicinasse in qualche modo alla [o], e che questa caratteristica sia stata conservata dal latino solo nel grado pieno, dal greco anche nel grado zero. Questo fenomeno si verifica anche in altre radici, dove però il timbro risulta piuttosto essere /e/: è il caso ad esempio di *dʰeh₁-, che ricorre al grado zero nel gr. θετός e nel lat. facio (col regolare esito fa- di *dʰh₁-), al grado lungo nel gr. τίθημι e nel lat. fēcī. Altrove, come si è visto per la parola per ‘padre’, anche il greco presenta una /a/. Si è allora concluso che in indoeuropeo esistessero tre tipi di scevà, con diverse «colorazioni» timbriche.
Dalle vocali fondamentali l'indoeuropeo formava dittonghi brevi (*ăi *ĕi *ŏi, *ău *ĕu *ŏu) e dittonghi lunghi (con la prima vocale a grado allungato), questi ultimi derivanti da contrazioni, specie nelle desinenze di nomi e aggettivi.
La questione della rarità di *a ha indotto il linguista Francisco Villar, sulla scorta delle proposte teoriche di Francisco Rodríguez Adrados, a proporre una tesi per cui l'indoeuropeo  più arcaico avesse quattro timbri originari: /α/, /e/, /i/, /u/. La /α/ si sarebbe caratterizzata per un'articolazione intermedia fra /a/ ed /o/ e un'articolazione medio-bassa della  /e/.
Nonostante l'eleganza formale e tipologica di tale soluzione, resta tuttavia assodato che un sistema a cinque vocali, con  /α/, /e/, /o/ distinte, doveva essere già ampiamente affermato nel tardo indoeuropeo comune, visto che l'opposizione fra /e/ ed /o/ risulta sistematicamente funzionale in ambito morfologico. Lo stesso dicasi per la questione delle vocali lunghe, che in tutte le lingue indoeuropee sembrano funzionali ad operare distinzioni morfologiche fondamentali. Appare dunque probabile che l'indoeuropeo comune avesse effettivamente, sin da epoche abbastanza remote, un sistema a cinque vocali brevi e cinque vocali lunghe; tuttavia, nel corso della sua evoluzione interna, la distribuzione originaria dei suoni vocalici è stata alterata da fenomeni fonetici dalle dinamiche non sempre chiare.

### Esiti
Il vocalismo indoeuropeo ha esiti disparati nelle principali sottofamiglie. Di seguito si elencano i casi fondamentali.
1. Il greco antico mantenne pressoché intatto il sistema vocalico indoeuropeo, con alcune innovazioni, che si innescarono al momento del passaggio dal greco dell'età del bronzo (attestato dal miceneo delle tavolette in lineare B, che però mostrano sparse tracce di forme dorizzanti) ai dialetti più tardi.
  - Mentre in dialetto dorico le vocali e i dittonghi si conservano immutati (e così anche nei dialetti nord-occidentali), in dialetto ionico e in dialetto attico si è avuto un innalzamento di /aː/ in /ɛː/. L'innovazione era già in atto nella Ionia microasiatica poco dopo il 1000 a.C.: ce lo attesta la resa Mēdoi del nome iranico dei Medi (Māda), con cui gli Ioni, stanziatisi in Asia minore in seguito al rimescolamento di etnie che pose fine alla civiltà micenea, ebbero i primi contatti indiretti intorno a quel periodo. Il dialetto attico conservò l'/aː/ indeuropea dopo i suoni [e], [i], [r].
  - Il dialetto arcado-cipriota, discendente diretto del dialetto di Micene, chiude in /u/ le ŏ finali (a-pu, invece di ἀπό). Ulteriori mutamenti si verificano nei dittonghi ei e ou, che ricadono molto per tempo in /eː/ chiusa e /oː/ chiusa (poi /ū/).
2. In ario si ebbe una forte semplificazione del sistema vocalico, dato che le e vocali di timbro /e/ e /o/ confluirono in /a/, dando luogo a un sistema trivocalico, mentre i dittonghi, ridotti ad ăi e ău, si monottongavano in /eː/ e /oː/ e i dittonghi lunghi āi e āu si abbreviavano in /ai/ e /au/.
3. Il germanico attesta la fusione di ŏ e ă in ă, e di ā e ō in ō (che in alto tedesco antico diventa uo). All'interno di questo sistema, il gotico attua un'ulteriore convergenza fra ĕ ed i.
4. Quanto allo slavo, anche qui vi fu convergenza dei timbri a e o, ma con distribuzione invertita rispetto al germanico: ă e ŏ confluirono in ŏ, ā e ō in ā; i e u brevi si mutarono in vocali ultrabrevi (trascritte ĭ e ŭ), mentre ī e ū divennero i e j (ma in lituano, lingua baltica, a e o evolvono in a, ed ā e ō in ō e wo).
5. Una situazione a parte si ha nel celtico, dove il sistema vocalico mostra una diffusa chiusura di /eː/ in /iː/ (es. gallico rīx ‘re’ dove il latino ha rēx e il sanscrito rā́ja, da un indoeuropeo *h₃rēǵs) e una generale alterazione del contesto originario, a causa dell'accento dinamico sulla prima sillaba, che è innovazione delle lingue celtiche, germaniche e italiche.
6. In latino il sistema delle vocali lunghe resta inalterato, mentre le vocali brevi subiscono mutazioni o scompaiono se all'interno di parola, a causa dell'accento dinamico sulla prima sillaba che caratterizzava la lingua di Roma agli albori della civiltà italica laziale. In generale tutte le vocali brevi in sillaba aperta interna tendono al timbro /i/ (ad es. *incape > incipe; *Sicelia > Sicilia; *Sardonia > Sardinia; caputalem > capitalem); il mutamento è interrotto alla fase /e/ (/o/ se in partenza la vocale era posteriore) quando segue una /r/ (*repario > reperio; memoria), come anche in sillaba chiusa (*incaptos > inceptus). Inoltre /*e/ diventa /o/ davanti a /w/ e ai gruppi la lo lu (l velare), e dopo /sw/, per poi chiudersi in /u/ in determinati contesti; /*e/ si chiude in /i/, davanti ai gruppi ng e nc (anche nqu), che provocano pure la chiusura di /o/ in /u/. Nella tarda repubblica, inoltre, /wo/ passa a /we/ davanti a /rt/. Le vocali /o/ ed /e/ brevi pre-consonantiche finali si chiudono rispettivamente in /u/ e in /i/.

Sempre secondo la teoria di Villar la differenziazione o confusione delle vocali /a/ e  /o/ etimologicamente connesse è tratto caratteristico di ciascuna lingua in seguito all'introduzione di un timbro /a/.

## Semivocali e sonanti
Per l'indoeuropeo sono diffusamente attestate le semivocali /j/, palatale (come la i di "ieri") e /w/, labiovelare (come la u di "uovo").
Nelle lingue indoeuropee si rinvengono tracce e sopravvivenze delle cosiddette sonanti nei nuclei sillabici consonantici.
| Nasali    | Nasali  | liquide          | liquide  |
| --------- | ------- | ---------------- | -------- |
| bilabiale | dentale | vibrante apicale | laterale |
| m̥ /m̩/     | n̥ /n̩/   | r̥ /r̩/            | l̥ /l̩/    |

Tali suoni si riscontrano in tedesco (la l di Apfel), in serbo, croato e sloveno (la r in Trst) e in ceco (la r di Brno). A differenza di quanto accade in molte lingue moderne, l'indoeuropeo conosceva sonanti anche in posizione prevocalica.
Ecco qui di seguito alcuni esempi di parole indoeuropee caratterizzate dalla presenza delle sonanti (esse potevano essere sia brevi che lunghe):
| brevi                           | brevi                                                                                                  | lunghe             | lunghe                                                                         |
| ------------------------------- | --- | ------------------ | ------------------------------------------------------------------------------ |
| *ḱr̥d ‘cuore’                    | - greco καρδία; - latino cor; - gotico hairto;                                                         | *gʷr̥Htós ‘grato’   | - sanscrito gūrtá-; - gallese brawd ‘giudizio’; - latino grātus (osco brātom); |
| *wĺ̥kʷos ‘lupo’                  | - sanscrito vṛkaḥ; - gotico wulfs; - slavo antico vlĭkŭ;                                               | *h₂wĺ̥h₁neh₂ ‘lana’ | - sanscrito ū́rṇā; - russo vólna; - latino lāna.                                |
| *tn̥h₂wús ‘sottile, teso, tenue’ | - sanscrito tanú-; - antico inglese þynne; - latino tenuis;                                            | *ǵn̥h₁tós ‘nato’    | - sanscrito jātá-; - latino (g)nātus; - gotico -kunds                          |
| *sm̥-h₁-o- ‘uno, qualcuno’       | - sanscrito sama-; - greco οὐδ-αμός ‘nessuno’ (lett. ‘non uno’); - gotico sums (ma cfr. inglese some); |                    |                                                                                |

Talora l'alternanza fra il gruppo -én- e la sonante lunga -n̥- aveva valore distintivo sul piano morfologico: si confrontino ad esempio il nominativo *h₂énh₂ts ‘anatra’ (cfr. latino anas), il genitivo e l'ablativo *h₂n̥h₂tés.

## Consonanti
Il sistema consonantico dell'indoeuropeo tardo è estremamente articolato; nel complesso è così costituito:
|                 | fricative | fricative | occlusive | occlusive | occlusive    | occlusive   | occlusive |
| alveolari       | laringali | bilabiali | dentali   | velari    | palatovelari | labiovelari |           |
| --------------- | --------- | --------- | --------- | --------- | ------------ | ----------- | --------- |
| sorde           | /s/       | /h/       | /p/       | /t/       | /k/          | ḱ /kʲ/      | /kʷ/      |
| sonore          | /z/       | -         | /b/       | /d/       | /ɡ/          | ǵ /ɡʲ/      | /ɡʷ/      |
| sonore aspirate |           |           | /bʰ/      | /dʰ/      | /ɡʰ/         | ǵʰ /ɡʲʰ/    | /ɡʷʰ/     |

Trattate precedentemente le sonanti, i suoni che compongono il sistema consonantico in ordine decrescente di sonorità, dalle realizzazioni consonantiche delle sonanti fino alle occlusive, presentano alcuni problemi degni di trattazione: la questione delle laringali, il problema delle occlusive sorde aspirate, la teoria delle occlusive glottidalizzate.

### Fricative
Le consonanti fricative nella lingua madre sono minoritarie. In base alle testimonianze concrete e a fondate ragioni, è verosimile che la lingua madre non dovesse avere altro che due fricative:
- la sibilante sorda /s/ (con la variante in distribuzione complementare [z])
- la laringale /h/.

#### Laringali
L'unica fricativa che inizialmente gli studiosi ascrivevano all'indoeuropeo era la sibilante /s/, con la sua variante sonora [z] (es. *suHnús ‘figlio’, *mizdʰós ‘paga, salario’). Tuttavia, nel 1927 la decifrazione della lingua ittita cuneiforme rivelò con grande sorpresa degli studiosi un'ulteriore lingua indoeuropea e inoltre (fatto che suscitò una sorpresa ancora maggiore) questa lingua possedeva una fricativa laringale /h/ in parole che in altre lingue imparentate mostravano una semplice vocale: es. hanza ‘davanti’, rispetto al latino ante; ḫaštāi ‘osso’, rispetto al latino os; radice pahš- ‘proteggere (nutrire)’, rispetto al latino pāscō.
L'idea dell'esistenza nell'indoeuropeo di suoni laringali era stata avanzata da Ferdinand de Saussure, che aveva proposto di ridurre da cinque a una le vocali dell'indoeuropeo originario, che avrebbe posseduto la sola e:
- i ed u sarebbero derivate da dittonghi ei, eu per apofonia
- a ed o sarebbero venute fuori dalla fusione della e con quelli che venivano designati come «coefficienti sonantici» A e O, che più tardi si ribattezzarono laringali.

La teoria dello studioso francese era stata considerata per lungo tempo pura speculazione: l'ittita compariva d'improvviso a darle corpo. Le teorie delle laringali fiorirono nella prima metà del Novecento: il linguista polacco Jerzy Kuryłowicz postulò l'esistenza di tre laringali h₁, h₂, h₃, portate poi a quattro. André Martinet arrivò a identificarne dieci tra labializzate (con un elemento labiovelare w), sonore, sorde, velari, faringali e glottidali (colpo di glottide, in particolare). Il linguista spagnolo Adrados per spiegare coerentemente tutte le evoluzioni fonetiche ne postulava sei.
Ma la testimonianza dell'ittita conferma solo la presenza di un'unica laringale: /h/. L'indoeuropeo possiede un'ampia serie di consonanti occlusive aspirate, e da un punto di vista di tipologie linguistiche ricorrenti, gli idiomi che hanno serie di occlusive aspirate hanno anche la h (un caso esemplare, il greco antico). Sempre da un punto di vista tipologico, non sono rilevate sulla faccia della terra molte lingue con dieci laringali.
Molti studiosi oggi optano per un sistema a tre laringali, di cui la prima h₁ è identificata per lo più con la /h/ - e in qualche caso con il colpo di glottide -, la seconda h₂ è da alcuni identificata con una faringale sorda /ħ/ o uvulare sorda /χ/, la terza h₃, responsabile della coloritura di /a/ in /o/, è identificata con una faringale sonora /ʕ/ o uvulare sonora  /ʁ/ forse con coloritura velare (/ʕʷ/ o /ʁʷ/).
La teoria delle laringali ha portato conseguenze drammatiche anche sulla concezione del vocalismo indoeuropeo, accentuando fra gli studiosi che la abbracciano in toto le tendenze riduzioniste e semplificazioniste, che diminuiscono il numero dei fonemi vocalici indoeuropei comuni originari. Villar ad esempio postula quattro vocali, *a, *e, *i, *u, e nessuna distinzione originaria fra vocali lunghe e brevi.
In realtà, la proliferazione delle laringali e il riduzionismo delle vocali sembra anti-economico. Resta assodato che:
- non tutte le o e le a indoeuropee si spiegano facilmente con il più semplice (e tipologicamente plausibile) sistema a tre-quattro laringali;
- tipologicamente parlando, lingue a sei o dieci laringali sono alquanto improbabili;
- in definitiva l'ittita conosce la sola laringale /h/.

Quanto alla riduzione delle vocali, proposta ad esempio da Villar, essa non riesce a rendere conto dell'apofonia, che non è certo un fenomeno dialettale e si serviva della /o/ per il grado pieno, e delle lunghe per il grado allungato. Le ipotesi dei riduzionisti, che fanno sparire dal sistema dell'indoeuropeo unitario le lunghe per non dare troppo peso al tradizionale duetto greco-indoiranico, finiscono per fornire un peso eccessivo alla situazione del ramo anatolico.
Nel fonetismo anatolico le vocali lunghe hanno un ruolo ridotto (sono pressoché varianti in distribuzione complementare, allofoni). Tuttavia tale situazione, unitamente ad altri aspetti tipici delle lingue anatoliche, sembra alludere a una semplificazione precoce piuttosto che a uno status originario.

### Occlusive
Per l'indoeuropeo è attestato invece un ampio sviluppo delle serie di consonanti occlusive. Di base sono testimoniate, per la lingua madre nella sua fase tarda, quattro serie di consonanti occlusive: bilabiali, dentali, velari, palatovelari e labiovelari; per ognuna di queste serie esistono sorde e sonore; sia le sorde sia le sonore possono essere o meno aspirate.
Interrogativi sorgono dall'anomalia tipologica del sistema di occlusive. Una risposta possibile è fornita dalla teoria glottidale proposta dal linguista americano Paul J. Hopper e dai linguisti sovietici Tamaz Gamkrelidze e Vjacheslav Ivanov, secondo cui le consonanti indoeuropee che tradizionalmente si ricostruiscono come sonore avevano in origine una articolazione glottidale (rara per le consonanti labiali, il che spiegherebbe fra l'altro la rarità di *b), mentre le consonanti sonore aspirate andrebbero concepite come semplici sonore; l'articolazione aspirata delle sorde e delle sonore sarebbe stata allofonica.
Agli occhi di una parte cospicua dei linguisti la teoria glottidale, pur nella sua semplicità ed eleganza, sembra infatti causare più problemi di quanti non ne risolva. Una soluzione più economica, altrettanto elegante e plausibile, viene appoggiata fra gli altri, in Italia, dal già ricordato E. Campanile, e prevede che l'indoeuropeo avesse effettivamente triplette di consonanti occlusive quali quelle che emergono dalla ricostruzione tradizionale; una simile situazione, per quanto rara, è comunque attestata: se ne ha un esempio nel kelabit, una lingua austronesiana del Borneo. Tuttavia, come nel kelabit, le consonanti sonore aspirate come bh venivano concretamente realizzate come occlusive sonore con soluzione sorda aspirata (in pratica, come una consonante sonora seguita da fricativa laringale sorda).

#### Sorde aspirate
Poco attestate sono le sorde aspirate. Solo il sanscrito presenta un sistema con sorde aspirate, che in persiano antico divengono fricative sorde (velare /x/ come ch del tedesco Bach, labiodentale /f/, e dentale /θ/ come th dell'inglese third). Alcuni studiosi hanno pertanto concluso che le sorde aspirate sono un'innovazione fonetica del ramo indo-iranico, dato che altre lingue sembrano presupporre, per ogni serie consonantica, un sistema a tre membri (ad esempio per le dentali il greco ha t, d, th, il germanico ha, a causa della rotazione consonantica, t, d, ɵ, e tutte e due le serie continuerebbero una situazione indoeuropea t, d, dh). Tuttavia un sistema a tre membri (sorda, sonora, sonora aspirata) sembra avere un aspetto squilibrato dal punto di vista tipologico, ed esistono in ogni caso chiari indizi di una presenza delle sorde aspirate anche nella lingua originaria. Eccone alcuni esempi:
| Sanscrito                 | altri esiti indoeuropei | altri esiti indoeuropei     |
| ------------------------- | ----------------------- | --------------------------- |
| phalaka tavola, assicella | russo pol pavimento     | norreno fjǫl asse, tavola   |
| pánthās via               | greco póntos mare       | latino pōns ponte           |
| pṛthuka- giovane animale  | armeno ordi figlio      | greco pórtis giovenco       |
| sphyá- spalla, scapola    | greco spáthē spatola    | khotanese phvai vanga, pala |
| śākhā ramo                | armeno cʿax ramo        | lituano šakà ramo           |

Questi esempi, in particolare la corrispondenza sanscrito-armeno (il caso di pṛthuka- ~ ordi è emblematico), sono chiaro indizio del fatto che l'indoiranico conserva l'originario sistema quadrimembre di occlusive della protolingua, mentre i sistemi trimembri sono il risultato di una semplificazione.

### Esiti

#### Velari
L'evoluzione delle velari nelle lingue indeuropee permette di riconoscere due macro-aree linguistiche ben distinte fra loro, sia per fenomeni strettamente fonetici, sia per caratteristiche morfosintattiche.
Alcune lingue, in particolare il ramo occidentale dell'indeuropeo, conservano immutato il tratto velare delle consonanti gutturali (cioè la loro articolazione mediante occlusione del canale fonatorio all'altezza del velo del palato): queste lingue vengono chiamate centum (dal numerale latino centum ‘cento’).
Appartengono al ramo delle lingue centum le sottofamiglie del:
- celtico
- italico
- germanico
- greco.

Altre parlate indeuropee sono invece caratterizzate da una quasi sistematica assibilazione delle velari: sono le cosiddette lingue satem (dal numerale avestico, cioè antico persiano, satəm ‘cento’). In queste lingue la velare originaria *k (occlusiva velare sorda) si trasforma in scibilante o sibilante (š o s - un fenomeno non dissimile da quello che si verifica nel passaggio dal latino ai dialetti galloromanzi), e fenomeni simmetrici accadono per tutte le altre velari.

#### Occlusive palatali
A partire dalla distinzione tra lingue centum e satem ci si attenderebbe che le lingue satem trasformino sempre la /k/ indoeuropea in /s/, la /ɡ/ in /j/ o /z/ ecc. Esistono tuttavia numerosi (e ben noti) casi in cui le lingue satem e le lingue centum attestano concordemente la sopravvivenza di una gutturale originaria (è il fenomeno che i linguisti chiamano satemizzazione incompleta o parziale). Qui di seguito alcuni esempi:
|          | lingue centum            | lingue centum | lingue centum    | lingue satem | lingue satem               |
| i.e.     | latino                   | greco         | inglese antico   | slavo antico | sanscrito                  |
| -------- | ------------------------ | ------------- | ---------------- | ------------ | -------------------------- |
| *kreuh₂- | cruor sangue (di ferita) | kréas carne   | hrēaw carne      | kry sangue   | kravíḥ carne sanguinolenta |
| *i̯ugóm   | iugum giogo              | zugón giogo   | ġioc, ġeoc giogo | igo giogo    | yugám giogo                |

In alcuni casi la divergenza di esiti fra radici in cui la gutturale si trova in condizioni fonosintattiche affini è evidente: dunque i. e. *ker / *kr:
- latino creō ‘crescere, rafforzare’;
- russo dial. krejátʹ ‘guarire’
- sanscrito kṛnṓti ‘fare’;

ma d'altro canto, da i. e. *ḱleu- / *ḱlu-:
- gallese clywed ‘udire’;
- lituano klausýti ‘ascoltare’ (senza satemizzazione);
- slavo antico slušati ‘ascoltare’ (con caratteristica satemizzazione);
- sanscrito śróṣati ‘udire’ (con caratteristica satemizzazione).

Il fenomeno si spiega postulando un'ulteriore serie di occlusive, le palatali (da non confondersi con le affricate palatali), indicate convenzionalmente con ḱ ǵ ǵʰ. Queste occlusive hanno come punto di articolazione non il velo palatino, ma la parte anteriore del palato. Nelle lingue centum, palatali e velari si sono fuse. Nelle lingue satem la palatalizzazione delle velari ha portato, per compenso, in seguito a una dinamica di catena di trazione, alla velarizzazione delle palatali.

## L'origine del sistema di occlusive indoeuropeo e la teoria delle consonanti glottidalizzate o eiettive
Si è appena visto che le occlusive indoeuropee si presentano in serie quadrimembri (sorda, sonora, sorda aspirata, sonora aspirata). In questo sottosistema apparentemente in equilibrio, si pongono in ogni caso due problemi: la rarità delle sorde o tenui aspirate e la scarsa frequenza del suono [*b]. Molti hanno fatto sparire dall'indoeuropeo il suono [*th] (e i suoi corrispondenti velare, bilabiale ecc.), considerandolo solo un incontro occasionale di sorda + laringale.
Una soluzione originale è venuta da tre studiosi, l'americano Paul Hopper, il russo Vjačeslav Ivanov e il georgiano Tamaz Gamkrelidze (questi ultimi due sono anche autori di un'interessante ipotesi relativa alla patria originaria o Urheimat degli Indoeuropei e hanno partecipato attivamente al dibattito sulle laringali - Gamkrelidze ne postula tre, poi ricadute in h, Ivanov due, non meglio identificate).
Per risolvere le aporie poste dall'idea tradizionale del sistema di occlusive della lingua madre, essi propongono che le sonore indoeuropee derivino da consonanti glottidalizzate, cioè pronunciate occludendo la glottide. Il sistema delle occlusive viene così interamente ridefinito: si ammette un sistema trimembre con /*t/ e /*d/, che hanno come variante una forma laringalizzata [*t(h)], [*d(h)], e una glottidale [*tˈ]. La struttura acquista ancora più coerenza alla luce della teoria di Ivanov della doppia laringale, se si ammette che una delle due laringali sia il suono h e l'altra sia il colpo di glottide, già presente nella teoria a dieci laringali di Martinet: si avrebbe infatti una struttura semplificata con due occlusive, sorda e sonora (es. /*t/ e /*d/), le loro varianti laringalizzate [*t(h)] e [*d(h)] e una realizzazione glottidalizzata dell'occlusiva sorda, con gli ultimi tre suoni ([*th], [*dh], [tˈ]) derivanti dalla fusione delle occlusive ordinarie con le due laringali.
Successivamente nell'indeuropeo tardo, che molti considerano non una lingua unitaria, ma un diasistema, si verrebbe a creare il campionario di occlusive che abbiamo visto sopra, con la sparizione della laringale glottidale e la sopravvivenza limitata della laringale sorda h. Le varianti laringalizzate darebbero luogo a stabili consonanti aspirate, mentre la coarticolazione fra il suono dell'occlusiva e la glottidalizzazione creerebbe una consonante sonora (ricordiamo che le consonanti sonore si pronunciano come le corrispondenti sorde più l'attivazione delle corde vocali).
Tuttavia, dato che la glottidalizzazione è tipologicamente rara e difficoltosa per le consonanti labiali, si determina effettivamente una rarità di [*b] rispetto alle altre consonanti sonore. Sul piano dell'evoluzione linguistica, nel mutare in diacronia e diacoria del diasistema tardo-indoeuropeo si porrebbero, come pronunce alternative equipollenti, tanto il sistema quadrimembre della ricostruzione tradizionale (poi conservato nel ramo indo-iranico), quanto una serie di varianti di sistemi trimembri già avviati a dar forma al consonantismo tipico da un lato del greco, dall'altro del germanico, nonché ad ulteriori semplificazioni tipiche di altre diramazioni linguistiche dell'Indeuropa.
La teoria delle glottidali oggi riscuote un discreto successo, data la sua capacità di spiegare una serie di fatti di cui il modello tradizionale non riusciva a rendere conto. Tuttavia, non è scevra di obiezioni, ad esempio la collocazione geolinguistica: in Europa le consonanti glottidalizzate o eiettive sono tipiche del Caucaso. A tale obiezione Gamkrelidze ed Ivanov hanno risposto con precisione e competenza, proponendo una soluzione affascinante della questione della patria originaria degli Indoeuropei, il cui centro di irradiazione è posto nei pressi del Caucaso, idea che non esclude affatto la soluzione sarmatica dei kurgan proposta in precedenza da Marija Gimbutas e intesa come fase più tarda (calcolitica ed eneolitica, mentre la prima migrazione dal Caucaso sarebbe anteriore all'età dei metalli).
In tal modo, all'idea dell'indeuropeo come diasistema, si collega brillantemente e in modo organico la dissoluzione del problema della Urheimat, postulandosi per gli Indoeuropei una pluralità di "patrie comuni" prima della diaspora (più che un'unica, remota, edenica patria d'origine). Resta però un controargomento alla teoria delle occlusive glottidalizzate assai più forte dell'obiezione geolinguistica, ed è dato dal fatto che, tipologicamente parlando, i suoni glottidalizzati sono fortemente sordi, e la loro sonorizzazione non è facile da spiegare.